# Cmentarz na Zniesieniu
Cmentarz na Zniesieniu (ukr. Цвинтар на Знесінні) – cmentarz we Lwowie, w dzielnicy Zniesienie, w rejonie łyczakowskim przy ulicy Zaklińskich.

## Historia
Pierwszy cmentarz, którego pozostałości istnieją do dziś w otoczeniu Cerkwi Wniebowstąpienia Pańskiego powstał przed XVII wiekiem. Wskazują na to zapisy archiwalne i nagrobki z XVII i XVIII wieku, które znajdują się obok cerkwi. Sytuacja zmieniła się w 1783, kiedy cesarz wydał zakaz pochówków na terenie miast i w kryptach kościelnych. Wtedy stary cmentarz zaczął szybko się rozrastać, aż do połowy XIX wieku, gdy skończyły się wolne tereny grzebalne. Na nowy cmentarz wybrano długi wąwóz położony na południowy zachód od cerkwi, po drugiej stronie drogi. Pierwszy raz powiększono jego teren w 1912, ale podczas I wojny światowej i wojny polsko-ukraińskiej liczba pochówków znacznie wzrosła. W 1918 pochowano tu w zbiorowej mogile walczących o Lwów Strzelców Siczowych, żołnierzy UPA. Spoczywają tu również byli więźniowie Talerhofu, działacze Proswity i Związku Ukrainek. W 1933 cmentarz zajmował powierzchnię 4675,65 m². Pochówków dokonywano do początku lat 80. XX w. Wówczas władze postanowiły zlikwidować cmentarz pod pretekstem przygotowań terenów na cele sportowe – tor narciarski klubu Dynamo, zniszczono część grobów, a zaniedbane splantowano. Na skutek protestów społecznych proces ten został zatrzymany, a decyzją rady miasta nr 209 z 17 maja 1990 nekropolię uznano za zabytek chroniony prawem.

## Architektura

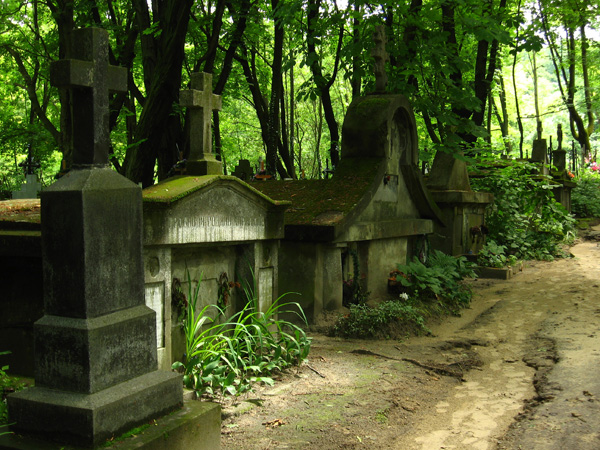
Główna aleja cmentarza

Najstarszym nagrobkiem jest pochodzący z 1867 grobowiec Anny Kesselring. Cechy artystyczne posiada grobowiec Andrzeja Koszulińskiego z 1890 zwieńczony rzeźbą Matki Boskiej autorstwa Ludwika Makolondry. Ten sam rzeźbiarz wykonał rzeźbę na grobie Teodora Czuchraja z 1909. Na początku cmentarza jest grobowiec rodziny Bilinkiewyczów w stylu art noveau, który powstał w pracowni Ludwika Tyrowicza, spoczywa tam między innymi zniesieński proboszcz Antal Bilinkiewycz. Na nagrobku zmarłego w 1919 Grzegorza Beleja znajduje się medalion z płaskorzeźbą Matki Boskiej dłuta Aleksandra Zagórskiego, szczyt pomnika ozdobiony jest ornamentem w stylu art déco.
Wiele grobowców na zniesieńskim cmentarzu powstało według projektów Ludwika Makolondry, Ludwika Tyrowicza, Tadeusz Iwanowicza (który na tym cmentarzy spoczywa).